# Geranium ardjunense
Geranium ardjunense är en näveväxtart som beskrevs av Heinrich Zollinger och Alexandre Moritzi. Geranium ardjunense ingår i släktet nävor, och familjen näveväxter. Inga underarter finns listade i Catalogue of Life.